# Low (David Bowie-album)
Az 1977-es Low David Bowie nagylemeze. Az album címe a munkálatok alatt még New Music Night and Day volt. Szerepel az 1001 lemez, amit hallanod kell, mielőtt meghalsz című könyvben.

## Az album dalai
| 1. | Speed of Life                   | David Bowie                        | 2:46 |
| 2. | Breaking Glass                  | Bowie, Dennis Davis, George Murray | 1:52 |
| 3. | What in the World               | Bowie                              | 2:23 |
| 4. | Sound and Vision                | Bowie                              | 3:05 |
| 5. | Always Crashing in the Same Car | Bowie                              | 3:33 |
| 6. | Be My Wife                      | Bowie                              | 2:58 |
| 7. | A New Career in a New Town      | Bowie                              | 2:53 |

| 1. | Warszawa      | Bowie, Brian Eno | 6:23 |
| 2. | Art Decade    | Bowie            | 3:46 |
| 3. | Weeping Wall  | Bowie            | 3:28 |
| 4. | Subterraneans | Bowie            | 5:39 |

| 12. | Some Are                 | Bowie | 3:24 |
| 13. | All Saints               | Bowie | 3:25 |
| 14. | Sound and Vision (remix) | Bowie | 4:43 |

## Helyezések

### Album
| Év   | Lista           | Helyezés |
| ---- | --------------- | -------- |
| 1977 | Brit albumlista | 2        |
| 1977 | Billboard 200   | 11       |
| 1977 | Norvég VG-lista | 10       |

### Kislemezek
| Év   | Kislemez         | Lista                 | Helyezés |
| ---- | ---------------- | --------------------- | -------- |
| 1977 | Sound and Vision | Brit kislemezlista    | 3        |
| 1977 | Sound and Vision | Billboard Pop Singles | 69       |

## Közreműködők
- David Bowie – ének, gitár, pump bass, szaxofonok, xilofon, vibrafon, szájharmonika, előhangszerelt ütőhangszerek, billentyűk: ARP szintetizátor, zongora, Chamberlin
- Brian Eno – ének, splinter minimoog, zongora, billentyűk, szintetizátor, Chamberlin
- Carlos Alomar – ritmusgitár
- Dennis Davis – ütőhangszerek
- George Murray – basszusgitár
- Ricky Gardiner – gitár
- Roy Young – zongora, farfisa orgona

### További zenészek
- Peter Himmelman – zongora, ARP szintetizátor
- Mary Visconti – háttérvokál
- Iggy Pop – háttérvokál a What in the World-ön
- Eduard Meyer – csellók